# 郑州科技学院

郑州科技学院校徽

郑州科技学院是一所位于中华人民共和国河南省郑州市的民办类普通本科大学，创办于1988年，原名中原職業大學，2008年經教育部批准建立鄭州科技學院。現任董事長是劉文魁，院长是秦小剛。

## 學校簡介
鄭州科技學院是一所教育部批准成立的本科學校，創辦於1988年，由全國人大常委會副委員長韓啟德任首席顧問。學院位於鄭州市二十七區，佔地1200畝，設有機械工程系、電子工程系、經貿系、工商管理系、藝術系、成教院、國際教育學院、基礎部，開設本、專科專業35個，共有在校生18000餘人。

## 校史沿革
1988年創辦，取名为中原職業大學。1997年，更名為鄭州科技專修學院；同年，被河南省教委批准為高等教育學歷文憑考試首批試點學校，並創辦鄭州市科技成人中等專業學校。2001年，經河南省人民政府批准，建立鄭州科技職業學院，實施普通專科教育。2008年，經教育部批准建立鄭州科技學院，實施本科教育。

## 外部連結
- 鄭州科技學院官方網站 （页面存档备份，存于）